# Benedetto (vescovo di Acqui)
Benedetto (... – 978) è stato un vescovo italiano, vescovo della diocesi di Acqui dal 975 alla sua morte.

## Biografia
Secondo la pergamena riportata nei suoi Solatia da Gregorio Pedroca il vescovo Benedetto assunse l'espiscopato acquese nel 975 reggendolo per tre anni. Il 17 aprile 978, nella località di Allstedt, l'imperatore Ottone II concesse alla diocesi di Acqui un diploma di protezione che allargava i diritti della diocesi anche ai territori delle pievi di Ossimia, Vesime, Carruo e Gamalero.
La concessione di questo diploma peggiorò i rapporti con la famiglia degli Aleramici, al tempo marchesi del Monferrato, che videro queste concessioni come un danno ai loro interessi.
A poca distanza dalla concessione del diploma imperiale, sempre nel 978, il vescovo Benedetto morì.